# Mauro Ottolini
Mauro Ottolini (Bussolengo, 14 aprile 1972) è un trombonista, compositore e direttore d'orchestra italiano di musica jazz.
Si tratta di uno dei jazzisti italiani più sperimentale, lavorando sul concettuale e sulla ricerca strumentale. Da anni esprime il proprio talento come compositore e come arrangiatore, non solo per i progetti a suo nome, ma anche per importanti formazioni jazz, rock, pop e avant-garde.

## Biografia

### Carriera musicale

#### Lo studio e le prime formazioni
Si diploma nel 1993 presso il conservatorio di Verona in trombone. Segue i corsi di perfezionamento di Michel Becquet e nel 1996 comincia a suonare il trombone nell'orchestra dell'Arena di Verona dove resterà fino al 2008. Nel 2002 si diploma al conservatorio "Bonporti" di Trento in Jazz con il maestro Franco D'Andrea che lo sceglie per una lunga collaborazione pluridecennale per le sue formazioni. A Los Angeles ha l'opportunità di studiare con il trombonista americano Steve Turre che lo inizia allo studio sonoro delle conchiglie.
Dal 2002 collabora e partecipa con diverse formazioni musicali e musicisti Jazz. Tra i molti Frank Lacy, Trilok Gurtu, Kenny Wheeler, Han Bennink, Carla Bley, Steve Swallow, Tony Scott, Maria Schneider e Gary Valente. Collabora anche con alcuni grandi nomi della black music come Grace Jones, Gino Vannelli, Emy Stewart, Joe Bowie.
Il suo primo progetto discografico è del 1998, Otto Funk in cui suona con un rapper, e si trasforma ed evolve diventando il suo primo cd Jazz Funk del 2005, dove virtuosismi e assoli fan da cornice a funk e acid jazz. In Ecologic Island invece si cominciano ad apprezzare le doti di arrangiatore e poli strumentista e In Slide Family del 2007 Ottolini è direttore di una formazione composta da undici tromboni, due batterie e un deejay esperienza che lo porta a formare l'Ottovolante con cui, tra un cd e numerosi concerti, omaggia la musica italiana del varietà.

#### I Sousaphonix
Nel 2008 fonda il gruppo musicale Sousaphonix con cui inizia a studiare più a fondo la polifonia o sousafonia e, soprattutto, da un indirizzo al suo percorso da arrangiatore e direttore. La musica dei Sousaphonix utilizza numerosi strumenti musicali non convenzionali come ad esempio nel cartone musicale Chubanga con conchiglie, sassofono di bambù, flauto shinobue, le pietre sonore di Pinuccio Sciola e strumenti artigianali sardi. Con i Sousaphonix incide Sousaphonix del 2009 un album tra il blues, il reggae, le musiche della tradizione popolare italiana, Duke Ellington e le sperimentazioni sonore. Un anno più tardi esce The Sky Above Braddock tratto da un racconto di Mario Calabresi. Questo è il primo concept album del gruppo e la prima colonna sonora del cartone The Workman blues che nell'edizione 2011 del Premio Videoclip Italiano vince nella categoria Miglior Montaggio.

#### Bix Factor e il riconoscimento[10]
Nel 2012 con il gruppo Sousaphonix dà vita al loro terzo progetto, un omaggio a Bix Beiderbacke e al jazz degli anni 20. Mauro Ottolini forma un sestetto per lavorare, in maniera filologica, ai brani meno famosi dove Beiderbacke appariva come membro dell’orchestra o come solista, alcuni brani originali e il secondo movimento di Ebony Concert di Igor Stravinsky . La vera matrice del progetto è la musica dal vivo, senza barriere o camere separate e senza la possibilità di correggere eventuali errori, suonando strumenti tipici dell’epoca e del genere come il banjo, il sousafono, e la cornetta.  Per il progetto Mauro Ottolini e Vanessa Tagliabue Yorke scrivono un breve romanzo di fantasia da cui ne nasce la musica per un film invisibile che poi verrà prodotto come un cartone. Con il cd Bix Factor il mondo del Jazz italiano lo riconosce miglior musicista dell’anno, i Sousaphonix sono al secondo posto tra i gruppi italiani, mentre il cd “Bix Factor” è stato votato al terzo posto tra le uscite discografiche dell’anno.

#### Musica per una società senza pensieri
Nel 2015 Mauro Ottolini e i Sousaphonix incidono due concept album ed un documentario che hanno come tema narrativo lo scopo di unire tutte le musiche del mondo.  La base di partenza è una fotografia dell'Orchestra della società senza pensieri scattata in Piazza Leone a Primolano il febbraio del 1921, e interrogandosi sulla differenza culturale dei personaggi della foto colgono l'occasione per approfondire la conoscenza musicale cercando un nuovo approccio all'improvvisazione. Per l'elaborazione anche in chiave narrativa il lavoro è complesso e porta ad analisi della improvvisazione nella musica araba a composizioni melodiche russe e componendo testi in lingua finlandese e francese e molto spazio è riservato alla musica popolare. Tutte le musiche dei due album usano strumenti musicali non convenzionali come il theremin, il banjo a sei corde, il podofono, strumenti giocattolo, le conchiglie dei mari delle Antille. Un viaggio attraverso le musiche del mondo, da Haiti e dall'America Latina al Portogallo di Amalia Rodriguez, il Giappone, gli Stati Uniti di Mahalia Jackson, l'Egitto e il libano e termina con la rielaborazione dello splendido brano di Bepi De Marzi in dialetto veronese "Benia Calastoria". Gli album sono abbelliti da elementi rari come il brano di "Lullaby", tratto da una partitura di Shostakovich, che fa parte dell' Op. 86 per pianoforte e voce trovata in lingua originale con testo cirillico e traslitterata da Vanessa Tagliabue Yorke nella biblioteca del Conservatorio di Milano, presente sul primo CD, arrangiando un gruppo da camera mescolato al suono di Sousaphonix e alle sonorità delle sculture sonanti di Pinuccio Sciola. La cantante Vanessa Tagliabue Yorke ha affrontato lo studio del repertorio sperimentando una applicazione del metodo Tomatis, studiando le frequenze delle diverse lingue, per educare il proprio ascolto al suono della lingua originale di ogni brano.

#### Tenco, come ti vedono gli altri
In occasione della rassegna della canzone d'autore organizzata ogni anno a Sanremo, il Club Tenco assegna un premio musicale omaggiando il cantautore Luigi Tenco. Nel 2016, a cinquant'anni dalla scomparsa del cantautore il direttore artistico Enrico De Angelis affida a Ottolini un progetto di arrangiamento delle musiche di Tenco. Ottolini dà un'impronta moderna e riunisce importanti artisti del panorama musicale italiano ed un'orchestra denominata Orchestra dei Colli Morenici. Al progetto seguono concerti su tutto il territorio italiano e un doppio cd, registrato al teatro Ristori di Verona con l'Orchestra Sinfonica dei Colli Morenici diretta dallo stesso Ottolini dal titolo Tenco, come ti vedono gli altri.

#### Mauro Ottolini e le conchiglie, l'album Sea Shell - Musica per conchiglie
Il 2019 per Ottolini comincia all'insegna del nuovo cd Sea Shell, Musica per conchiglie. Si compone di un cd e un cartoon realizzato da Mauro Ottolini dopo aver approfondito le tecniche di taglio delle conchiglie, trasformazione in strumento musicale e studio dello strumento. Sea Shell è anche il nome del sestetto con cui Ottolini suona nei teatri e sulle spiagge. Ad aprile 2020 esce Isola Mente, un album registrato live durante il concerto nel Museo malacologico piceno con il gruppo Sea Shell.

## Discografia

### Album come leader
- 2001 - Jazz Funk (Azzurra Music, TBPJAB058)
- 2002 - Lounge Party (Azzurra Music, 8028980075629) (con Licaones)
- 2005 - Ecologic Island (Artesuono, ART035)
- 2005 - Licca Lecca (Artesuono, ART041) (con Licaones)
- 2007 - Ottovolante - Le canzoni del varietà (Azzurra Music, TBP1562) (con Orchestra Ottovolante)
- 2009 - Sousaphonix (CAM, CAMJ 7821-2) (con Sousaphonix)
- 2010 - The Sky Above Braddock (CAM, CAMJ 7831-2) (con Sousaphonix)
- 2011 - I Separatisti Bassi (Artesuono, ART091)
- 2012 - Bix Factor (Parco Della Musica Records, MPR091CD) (con Sousaphonix)
- 2013 - Heaven Sent (Musica Jazz, MJCD 1268) (con Frank Lacy)
- 2015 - Musica per una società senza pensieri vol.1 (Parco Della Musica Records, MPR064CD) (con Sousaphonix)
- 2015 - Musica per una società senza pensieri vol.2 (Parco Della Musica Records, MPR072CD) (con Sousaphonix)
- 2016 - Buster Kluster (Azzurra Music – DBP 1032) (con Sousaphonix)
- 2017 - Tenco, come ti vedono gli altri (Playaudio, TRI1281)
- 2019 - Sea Shell - Musica per conchiglie (Azzurra Music, TRP1006)
- 2019 - The Lounge Lovers (Azzurra Music, TRI1364) (con Licaones)
- 2020 - Isola Mente solo in digitale
- 2020 - Storyville Story (Parco Della Musica Records, MPR114CD) (con Fabrizio Bosso)
- 2022 - Il Mangiadischi (Azzurra Music, TRI2040) (con Orchestra Ottovolante)
- 2023 - Licaones III (Azzurra Music, TRI1456) (con Licaones)
- 2024 - Nada Màs Fuerte (Azzurra Music, TRI1495)

### Album come co leader
- 2007 - Slide Family (Splasc(h) Records, H2513) (con Beppe Calamosca, Gary Valente)
- 2009 - Gipsy Blue (Artesuono, ART066) (con D'Agaro Daniele, Castrini Vincenzo)
- 2012 - Up&Down (Artesuono, ART114) (con D'Agaro Daniele, Zanchini Simone)

### Album come turnista
- 2002 - Virus (Auand, AU9002) (con Bearzatti Francesco)
- 2008 - Tall Stories (Dejavu) (con Jazzlife Sextet)
- 2011 - Due (Mente) (con Mario Biondi)
- 2012 - Rava on the Dance Floor (ECM, 2293) (con Enrico Rava)
- 2012 - Acrobats (Abeat, ABJZ112) (con Tino Tracanna)
- 2018 - Intervals I (Parco Della Musica Records, MPR91CD) (con Franco D'Andrea octet)
- 2018 - Intervals II (Parco Della Musica Records, MPR97CD) (con Franco D'Andrea octet)
- 2020 - Cip! (Island Records/Universal Music) (con Brunori Sas)
- 2021 - Materia (Terra) (Sony Music) (con Marco Mengoni)

### Album come direttore d'orchestra
- 2018 - Live Teatro Romano di Verona & La Fenice di Venezia (Azzurra Music) (con Patty Pravo)
- 2024 - Il silenzio fa boom (con Renzo Rubino)

### LP
- 2022 - Il Mangiadischi (Azzurra Music, LP1019) (con Orchestra Ottovolante)

### Colonne sonore e cartoni animati
- 2010 - The Workman Blues, vincitore del Premio Videoclip Italiano 2011 come miglior montaggio
- 2014 - Did you hear about Jerry - Mauro Ottolini, Sousaphonix
- 2015 - Chubanga, dall'album Musica per una società senza pensieri vol. I
- 2016 - Cooking breakfast for the one I love, dall'album Musica per una società senza pensieri vol. II
- 2016 - Seven Chances, colonna sonora del film muto Seven Changes
- 2016 - L'Inferno, sonorizzazione live del film di Francesco Bertolini[16]
- 2019 - La reina de las conchas, colonna sonora del cartone animato tratto dal quinto brano dell'album Sea Shell - Musica per conchiglie

### Collaborazioni
- 2009 - Suona il trombone nell'album Semper Biot del cantante italiano Stefano Rampoldi in arte Edda
- 2010 - Suona il trombone nell'album Raccontami di te del cantante italiano Marco Masini
- 2011 - Suona conchiglie, flicorno tenore e sousafono nell'album Marinai, profeti e balene del cantautore italiano Vinicio Capossela
- 2012 - Suona trombone, tromba, flicorno, susafono e tromba bassa nell'album Odio i vivi di Stefano Rampoldi in arte Edda
- 2012 - Suona trombone, tromba, tromba basso e flicorno soprano nell'album Una storia semplice del gruppo italiano Negramaro
- 2012 - Suona il trombone nell'album Ricreazione della cantante italiana Malika Ayane
- 2013 - Suona il trombone nell'album La ballata degli amici sparsi di Titti Castrini
- 2013 - Suona il trombone nel singolo Tequila del gruppo Peluqueria Hernandez
- 2014 - Suona trombone e susafono nell'album Dangereuxorcisms dei Neu Abdominaux Dangereux
- 2016 - Suona il trombone nell'album Acrobati di Daniele Silvestri
- 2017 - Suona il trombone nell'album Post Kali Yuga dei Neu Abdominaux Dangereux
- 2017 - Suona il sousafono nell'album Il gelato dopo il mare di Renzo Rubino
- 2018 - Suona il trombone nel singolo Maldamore di Simona Molinari
- 2018 - Suona il trombone nell'album Mia madre odia tutti gli uomini di Maldestro
- 2020 - Suona il trombone e dirige la sezione degli ottoni nell'album Cip! del cantautore italiano Brunori Sas
- 2021 - Suona il trombone e i fiati dell'album Materia (Terra) di Marco Mengoni

## Riconoscimenti
- 2012 - Top Jazz: Miglior musicista italiano dell'anno[17]
- 2018 - Premio Làszlò Spezzaferri 2018

## Curiosità
- A Mauro Ottolini è dedicata una conchiglia. Ad agosto 2019 Tiziano Cossignani fondatore del Museo malacologico piceno registra nel World Register of Marine Species una nuova conchiglia della specie delle Turitelle chiamandola Turritella ottolinii[18]

## Partecipazione a festival e rassegne musicali
- 2017

Gennaio
Suona con i Sousaphonix al Teate Winter Festival il progetto Buster Keaton-Seven Chances
Marzo
Al XX Festival di Cultura e Musica Jazz di Chiasso con i Penta Blues e Roy Paci suona un omaggio a W. C. Handy
Aprile
A Crossroad Jazz Festival con i Penta Blues e Roy Paci suona un omaggio a W. C. Handy in occasione della giornata internazionale UNESCO del Jazz
Maggio
Il 28 maggio Ottolini suona a Treviso, sotto alla Loggia dei Cavalieri, in un concerto parte della terza edizione del festival Treviso Suona Jazz
Giugno
Partecipa al Festival della Bellezza di Verona suonando le conchiglie al concerto di Vinicio Caposela
Al Trentino Jazz Festival nel progetto di Vanessa Tagliabue Yorke "We like it hot" suona il trombone, in concerto con Paolo Birro e Francesco Bearzatti.
Partecipa alla 11ª edizione di Alba Jazz assieme ai Sousaphonix con il progetto Bix Factor
A Verona Jazz accompagna Simona Molinari nel concerto "Loving Ella"
Luglio
Partecipa in qualità di direttore artistico al primo Brenzone Music Festival, organizzando quattro giorni di concerti dislocati in location insolite quali la spiaggia e la barca. Suona con formazioni di street band come i Magicaboola Brass Band e la Storyville Jazz Band di Verona oltre che in un concerto con la sua formazione Ottovolante. Il concerto conclusivo con l'omaggio "Tenco, come ti vedono gli altri" con l'Orchestra dei Colli Morenici da lui diretta
A Udine Jazz nel progetto di Vanessa Tagliabue Yorke "We like it hot" suona il trombone, in concerto con Paolo Birro e Francesco Bearzatti.
Partecipa a Umbria Jazz con il progetto "Tenco, come ti vedono gli altri" con Gino Paoli e in un concerto assieme a Simona Molinari dedicato a Ella Fitgerald
È ambasciatore per Umbria Jazz a Chongqing con i Sousaphonix per il Xiangshan Music Festival
Settembre
È parte del quartetto The Roar at the Door al Firenze Jazz Fringe Festival con special guest il chitarrista Nguyên Lê
Suona con "Contradanza" di Vanessa Tagliabue Yorke a Jazz Vision festival di Saluzzo
Ottobre
È sul palco del teatro Ariston a Sanremo in occasione della 41ª edizione del Premio Luigi Tenco ad accompagnare Giuliano Sangiorgi
Novembre
Partecipa con 4 concerti alla 35ª edizione di Que Viva Jazz Club - Festival Internazionale Jazz in Sardegna, nonché edizione numero 12 dell’European Jazz Expo a Cagliari
Suona a JazzMI a Milano con il Gavino Murgia quartet e porta il film project Buster Keaton con i Sousaphonix
Partecipa alla XIII edizione del festival "Il volo del Jazz" a Sacile come Special Guest del concerto di Simona Molinari dedicato al centennale della nascita di Ella Fitzgerald
Con i "The Licaones" è ambasciatore dell'Umbria Jazz a Shanghai
Dicembre
È ospite alla edizione invernale di Umbria Jazz a Orvieto dal 28 al 01 gennaio 2018
- 2018

Febbraio
Suona con i Sousaphonix, con l'Orchestra dei Colli Morenici, Vanessa Tagliabue Yorke e Karima all'inaugurazione del XV Piacenza Jazz Fest
Luglio
È direttore artistico del secondo Brenzone Music Festival
Settembre
Organizza la prima edizione di
Ottobre
È ambasciatore per Umbria Jazz a Chongqing con The Big Easy Trio per il Xiangshan Music Festival
Dicembre
Partecipa all'edizione di Umbria Jazz winter con il gruppo Licaones
- 2019

Maggio
Partecipa a Crossroad come direttore d'orchestra del progetto Pazzi di Jazz patrocinato dalla Regione Emilia Romagna e suona sousaphono, trombone e conchiglie con Enrico Rava
Partecipa al Vicenza Jazz Festival con il suo gruppo Storyville Story
Giugno
Partecipa nuovamente al festival Treviso Suona Jazz Festival, in un concerto all'aperto a Treviso sotto alla loggia dei Cavalieri il giorno 26.6.2019 .